# 78e bataillon de tirailleurs sénégalais
Le 78e Bataillon de Tirailleurs Sénégalais (ou 78e BTS) est un bataillon français des troupes coloniales.

## Création et différentes dénominations
- 1916: Formation du 78e Bataillon de Tirailleurs Sénégalais au camp de Courreau
- 01/02/1919 : dissolution
  - Les 1re, 2e et 3e compagnies passent au 28e BTS stationné à La Rochelle
  - La 4e compagnie passe au 36e BTS stationné à Bordeaux

## Chefs de corps
- 16/08/1916 : Chef de bataillon Papounet
- 01/11/1916 : Capitaine Mulot
- 28/11/1916 : Chef de bataillon Gateau
- 11/05/1917 : Capitaine Elis
- 18/05/1915 : Chef de bataillon Gateau
- 24/09/1918 : Capitaine Fourcade
- 07/10/1918 : Capitaine Branche

## Historique des garnisons, combats et batailles du78eBTS
- 16/08/1916 : Le bataillon embarque par voie ferrée à destination de la zone des armées.
- 17/08/1916 : Le bataillon débarque et cantonne à Vieux-Rouen-sur-Bresle.
- 22/08/1916 : Déplacement et cantonnement à Beaucamps-le-Vieux pour suivre une instruction intense.
- 15/10/1916 : Embarquement par voie ferrée à destination de Fréjus, via Poix.
- 18/10/1916 : Arrivée à Fréjus.
- 19/10/1916 : Le bataillon est désigné pour servir en Algérie.
- 13/11/1916 : Le bataillon est embarqué par voie ferrée jusqu'à Marseille.
- 14/11/1916 : Il embarque à bord du vapeur Melbourne.
- 17/11/1916 : Arrivée à Bizerte et embarquement par voie ferrée.
- 18/11/1916 : Le bataillon arrive à Gabès où il prend garnison.

- 09/01/1917 : Le bataillon reçoit 3 sous-officiers, 2 caporaux et 57 soldats venu du dépôt du 6e Colonial destinés à armer la Compagnie de Mitrailleuses.
- 29/03/1917 : Le bataillon embarque par voie ferrée à destination de Sfax d'où il rejoint le camp de Servières le soir même.
- 02/04/1917 : Le bataillon est désigné pour servir en France. Il embarque à la gare de Fondouk Djédid à destination de Tunis.
- 03/04/1917 : Il embarque à bord du Média de la Compagnie de Navigation Paquet pour Toulon.
- 07/04/1917 : Arrivée à Toulon, le bataillon est acheminé, par voie ferrée, à Fréjus et rejoint le camp Galliéni à Saint-Raphaël.
- 02/05/1917 : Le bataillon est embarqué par voie ferrée à destination du Camp de Mailly.
- 04/05/1917 : Arrivée au camp de Mailly.
- 08/09/1917 : Le bataillon quitte le camp de Mailly, par voie ferrée, pour Mourmelon.
- 09/09/1917 : Arrivée à Mourmelon et cantonnement à Vaudemanges.
- 10/09/1917 : Les 3eet 4e compagnies partent pour les tranchées.
- 24/09/1917 : Le bataillon va cantonner à Aigny.
- 28/09/1917 : Le bataillon va cantonner à Vraux.
- 30/09/1917 : Le bataillon va cantonner aux Grandes Loges.
- 07/10/1917 : La 2e compagnie va cantonner à Louvercy. Le reste du bataillon va cantonner au bois de la Fourche. La 1re compagnie est mise à disposition du Génie (travaux de routes).
- 09/10/1917 : La 2e compagnie est mise à disposition du Génie (service des eaux).
- -/10/1917 : La 3ecompagnie va cantonner à Vadenay et est mise à disposition du service des eaux.
- 03/11/1917 : La 2ecompagnie rejoint Vadenay et le service des eaux.
- 20/11/1917 : Le bataillon quitte a zone des armées pour le cantonnement d'hiver des troupes indigènes (hivernage), pour les camps de Saint-Raphaël.
- 22/11/1917 : Arrivée à Meyrargues.
- 23/11/1917 : Arrivée à Saint-Raphaël et cantonnement.

- 28/04/1918 : Le bataillon est désigné pour continuer le service aux armées. Il est embarqué par voie ferrée en deux échelons.
- 01/05/1918 : Le bataillon débarque à Longeville et rejoint son cantonnement à Érize-Saint-Dizier.
- 17/05/1918 : Le bataillon est affecté à la 17e DI et part cantonner à Neuville-en-Verdunois.
- 17/05/1918 : Le bataillon va cantonner à Courouvre.
- 22/05/1918 : Reconnaissance des tranchées du secteur Coralie par le chef de bataillon et les commandants de compagnies.
- 23/05/1918 : Montée aux tranchées de l'état-major du bataillon.
- 24/05/1918 : Mouvement de relève générale; le bataillon relève poste pour poste le 3e bataillon du 68e Régiment d'Infanterie.
- 27/05/1918 : Une patrouille allemande lance des grenades et fait 4 blessés (dont 2 décèderont le 25 à l’hôpital) ; un bombardement fait 1 blessé.
- 02/06/1918 : Un bombardement ennemi fait 2 blessés.
- 14/06/1918 : 2 blessés par un tir de grenades allemand.
- 25/06/1918 : 1 blessé léger par balle (tir à longue distance).
- 28/06/1918 : 1 tué par balle au cours d'une embuscade.
- 30/06/1918 : 15 tirailleurs inaptes sont dirigés sur Senon pour être rapatriés sur les camps de Fréjus.
- 02/07/1918 : Le bataillon est relevé par le 3e bataillon du 68e RI.
- 03/07/1918 : Cantonnement à Courouvre, Thillombois et au camp de Gibraltar.
- 04/07/1918 : Cantonnement à Heippes et Mondrecourt.
- 05/07/1918 : Cantonnement à Souilly.
- 06/07/1918 : Déplacement par voie ferrée pour Mareil-en-France.
- 08/07/1918 : Déplacement et cantonnement à Lagny-le-Sec.
- 09/07/1918 : Déplacement en camion pour rejoindre la Forêt de Retz. Le bataillon est affecté à la 128e DI.
- 11/07/1918 : Les compagnies montent en première ligne à tour de rôle.
- 13/07/1918 : Les compagnies en ligne subissent des bombardements intermittents ainsi qu'un tir de barrage avec emploi massif de gaz asphyxiants.
- 14/07/1918 : Durant la nuit du 13 au 14, le bataillon a effectué une contre offensive pour repousser l'ennemi qui avait fait une brèche dans les lignes amis. Durant la journée les Allemands ont alterné les tirs d'obus fusants et toxiques: le capitaine commandant la 1re compagnie est tué. Une offensive ennemi en fin de journée oblige le bataillon à évacuer une partie de ses positions.
- 15/07/1918 : Le bataillon lance une attaque pour reprendre une position sous un violent tir de barrage, il atteint son objectif 1 tué et plusieurs blessés.
- 16/07/1918 : Le bataillon repousse une contre-attaque allemande sous de violents bombardements toxiques.
- 17/07/1918 : Le bataillon est regroupé au bivouac au carrefour du pont de Coquelier.
- 18/07/1918 : Sous la pluie, de la bout jusqu'au genoux et malgré la fatigue, le bataillon participe à une nouvelle attaque : en fin de journée les objectifs sont atteints et les défenses organisées.
- 19/07/1918 : Le bataillon est dépassé par des unités « fraîches » accompagnées de chars, pour continuer la poursuite de l'ennemi. De nombreuses citations sont accordées aux personnels du bataillon, à la suite des combats de la veille. Bivouac au carrefour du Pendu.
Durant les combats du 14 au 19 juillet, le bataillon a eu 30 tués, 21 disparus, 181 blessés évacués et 100 intoxiqués évacués.
- 21/07/1918 : Le bataillon va bivouaquer à Fleury.
- 29/07/1918 : Mouvement et cantonnement à Bargny.
- 03/08/1918 : Mouvement et cantonnement à Haramont.
- 13/08/1918 : Mouvement et bivouac à Le Berval - Le Pressoir.
- 17/08/1918 : Le bataillon reçoit 3 sergents et 30 soldats en renfort du 24e RIC.
- 18/08/1918 : Mouvement et bivouac à Trosly-Breuil.
- 19/08/1918 : Le bataillon est engagé dans la 2e Bataille de Noyon. Il reçoit l'ordre de se porter à 1 km au nord de Berneuil-sur-Aisne.
- 20/08/1918 : Il passe l'Aisne (Oise) vers 1H00 du matin. A 10H, la 17e DI reçoit l'ordre de faire mouvement, le bataillon est en tête avec le 68e RI. En fin de journée, bivouac au sud de Vassens.
- 21/08/1918 : A 8H00, l'attaque reprend précédée par une préparation d'artillerie; elle est menée par la 128e DI à droite et la 2e DI à gauche, la 17eDI a pour mission d'exploiter le succès de ces deux divisions. A 9H00, la progression commence mais par diffusion tardive d'ordres et manque de renseignement toutes les unités sont stoppées par des tirs de mitrailleuses et de bombardements adverses. L'attaque est reportée au lendemain, elle sera précédée d'une préparation d'artillerie et des chars d'assaut; le bataillon reçoit l'ordre de se porter en réserve.
- 22/08/1918 : Le bataillon monte à l'attaque et parvient aux objectifs fixés, vers 13H il repasse à l'attaque mais se trouve rapidement stoppé face aux 2e lignes ennemies. La progression réalisée au cours de cette opération est de 7 km.
- 23/08/1918 : Nouvelle attaque mais la progression est difficile, 300m sont gagnés au prix de lourdes pertes. Une seconde attaque, vers 16H30, précédée par une préparation d'artillerie, sera finalement victorieuse le long de la route Crécy-au-Mont-Juvigny.
- 24/08/1918 : Organisation du terrain conquis, sous les bombardements ennemis.
- 25/08/1918 : Après un violent bombardement l'ennemi se lance à l'attaque : la 1re compagnie sort des tranchées et repousse les Allemands, à la baïonnette. Une contre-attaque est menée mais le bataillon ne parvient pas à gagner plus de 500m ; il organise ses positions.
- 26/08/1918 : Amélioration des positions et réorganisation du bataillon.
- 28/08/1918 : Le bataillon est relevé par le 27e BTS et passe en 2e ligne.
- 29/08/1918 : Nouvelle attaque, le bataillon, en seconde ligne du 27eBTS, vient le soutenir en 1re ligne lorsque celui est stoppé, malgré d'incessants tirs ennemis de mitrailleuses et d'obus explosifs et toxiques.
- 30/08/1918 : Le bataillon est relevé durant la nuit du 29 au 30 par des éléments de la Division Marocaine et part bivouaquer.
- 01/09/1918 : Mouvement dans un boyau pour pouvoir faire face et interdire le passage en cas de contre-attaque ennemie.

L'état des pertes pour la période du 20 août au 2 septembre s'élève à 62 tués, 386 blessés et 29 disparus.
- 03/09/1918 : Retour au bivouac.
- 04/09/1918 : Embarquement par camions pour Cocherel : repos et remise en condition.
- 05/09/1918 : Mouvement à Ocquerre.
- 07/09/1918 : Le bataillon reçoit 1 sergent, 1 caporal et 47 tirailleurs du 82e BTS.
- 09/09/1918 : Le bataillon reçoit 153 hommes en renfort du 102e BTS à la suite de la dissolution de ce dernier.
- 25/08/1918 : Le bataillon rejoint le 68e RI à Mortefontaine.
- 27/09/1918 : Le bataillon reçoit 3 sous-officiers et 56 soldats en renfort du 24e RIC.
- 29/09/1918 : Le bataillon reçoit 1 officier, 6 sous-officiers, 1 caporal et 93 tirailleurs en renfort du 83e BTS.
- 05/10/1918 : Le bataillon reçoit 4 sergents, 8 caporaux et 93 tirailleurs en renfort du 72e BTS.
- 09/10/1918 : Mouvement en camions à Serches et cantonnement.
- 13/10/1918 : Mouvement à Chavignon et cantonnement.
- 21/10/1918 : Mouvement pour Mons-en-Laonnois.
- 22/10/1918 :Mouvement pour Barenton-Bugny.
- 24/10/1918 : Dans la soirée, le bataillon monte en ligne.
- 25/10/1918 : Attaque à partir de 6H, après plusieurs tentatives infructueuses le bataillon réussi à établir une tête de pont. L'ennemi tente une contre-attaque mais il est repoussé.
- 26/10/1918 : Nouvelle attaque, vaine, en raison de la résistance et des tirs intenses de l'ennemi. Les tranchées ayant été inondées par l'ennemi, de nombreux tirailleurs sont évacués, les pieds gelés.
- 27/10/1918 : Nouvelle attaque, repoussée par des tirs d'artillerie et de mitrailleuses ennemis;l'ordre de repli est donné.
- 28/10/1918 : Nouvelles attaques, vaines.
- 29/10/1918 : Relève de la 4e compagnie.
- 05/11/1918 : Des incendies dans les lignes allemandes laissent présager un repli, ce qui est confirmé par les patrouilles: l'ordre est donné de poursuivre l'ennemi.
- 06/11/1918 : Le repli ennemi se poursuit, mais ce dernier détruit les ponts sur ses arrières. Les villages encore habités sont libérés au fur et à mesure de la progression.
- 10/11/1918 : Le bataillon se rassemble au village de Besmont.
- 11/11/1918 : Mouvement sur Nampcelles-la-Cour.

Durant la période du 23 octobre au 11 novembre le bataillon a enregistré les pertes suivantes : 23 tués, 87 blessés, 38 disparus, 19 gazés, 324 évacués pour gelures et 42 évacués pour maladie.
- 12/11/1918 : Mouvement sur Pierremont.
- 13/11/1918 : Mouvement sur Montceau-le-Wast ; le bataillon reçoit sa Croix de Guerre avec Palme.
- 14/11/1918 : Mouvement sur Cerny-lès-Bucy.
- 15/11/1918 : Mouvement sur Fouquerolles et Merlieux.
- 17/11/1918 : Mouvement sur Soissons et cantonnement.
- 19/11/1918 : Le bataillon reçoit 406 tirailleurs du 82e BTS. Le bataillon étant destiné à être employé comme bataillon de travailleurs, la Compagnie de Mitrailleuses est envoyée sur Saint-Raphaël où elle sera rattachée au 68e BTS.
- 20/11/1918 : Embarquement à destination de Bordeaux.
- 21/11/1918 : Arrivée à Bordeaux : la 4e compagnie est détachée sur Bordeaux, le reste du bataillon est dirigé sur Rochefort-sur-Mer.

## Faits d'armes faisant particulièrement honneur au bataillon
Combats du 14 au 19 juillet : Citation à l'ordre du régiment avec attribution de la Croix de guerre avec étoile de bronze.
25 août 1918 : La charge, menée baïonnette au canon par les tirailleurs, a été qualifiée de « Charge infernale » par les unités voisines du 78e Sénégalais.

## Décorations
Citation :
Ordre général N°555 de la 3e Armée
Le Général Commandant la 3e Armée cite à l'Ordre de l'Armée le 78e Bataillon de Tirailleurs Sénégalais :
Brillant Bataillon qui a donné durant la bataille de Montécouvé de magnifiques preuves d'un esprit de sacrifice au-dessus de toute éloge. Le 22, 23 et 24 août 1918, sous énergique impulsion de son chef, le Chef de Bataillon CATEAU, a poursuivi l'ennemi avec une ardeur inlassable. Malgré la résistance acharnée de l'adversaire, a grandement contribué à la conquête d'une position importante que les Allemands devaient garder à tout prix, et, par la hardiesse de ses contre-attaques, a su conserver le terrain conquis.
Au Q.G.A., le 5 novembre 1918
Le Général Commandant la IIIe Armée,
Signé : Humbert

### Sources et bibliographie
Mémoire des Hommes